# Palau-de-Cerdagne
Palau-de-Cerdagne – miejscowość i gmina we Francji, w regionie Oksytania, w departamencie Pireneje Wschodnie.
Według danych na rok 1990 gminę zamieszkiwało 275 osób, a gęstość zaludnienia wynosiła 24 osoby/km² (wśród 1545 gmin Langwedocji-Roussillon Palau-de-Cerdagne plasuje się na 645. miejscu pod względem liczby ludności, natomiast pod względem powierzchni na miejscu 675.).